# Rungano Nyoni
Rungano Nyoni (ur. 17 kwietnia 1982 w Lusace) – zambijska reżyserka i scenarzystka filmowa.

## Życiorys
Urodziła się w stolicy Zambii. Gdy miała dziewięć lat, wraz z rodziną wyemigrowała do Walii. Studiowała zarządzanie na University of Birmingham oraz aktorstwo na University of the Arts London. Od 2006 realizowała filmy krótkometrażowe.
Jej pełnometrażowy debiut fabularny, Nie jestem czarownicą (2017), miał swoją premierę w ramach sekcji „Quinzaine des cinéastes” na 70. MFF w Cannes i przyniósł jej nagrodę BAFTA. Drugą fabułę Nyoni, Jak zostałam perliczką (2024), wyróżniono nagrodą za najlepszą reżyserię w sekcji „Un Certain Regard” na 77. MFF w Cannes.
Nyoni zasiadała w jury konkursu głównego na 76. MFF w Cannes (2023).